# 라이족
라이족(Rai, 네팔어: राई)은 네팔 동부, 인도령 시킴주 및 서벵골주 북부(다르질링과 칼림퐁 지역), 부탄 서남부에 걸쳐 분포하는 키라티족 계통의 민족이다.

## 같이 보기
- 라이어군